# Stephan Mösch
Stephan Mösch (* 14. September 1964 in Bayreuth) ist ein deutscher Musik- und Theaterwissenschaftler und Publizist. Er lehrt seit 2013 an der Hochschule für Musik Karlsruhe.

## Leben
Stephan Mösch studierte Musik-, Theater- und Literaturwissenschaft in Berlin und absolvierte außerdem ein Gesangsstudium in Berlin und Stuttgart, wo er 1991 die Bühnenreifeprüfung ablegte. Er erhielt Stipendien von der Studienstiftung des Deutschen Volkes und der Richard-Wagner-Stipendienstiftung. Meisterkurse absolvierte er bei Elisabeth Schwarzkopf, Dietrich Fischer-Dieskau, Aribert Reimann und Helmuth Rilling. 2001 wurde er an der TU Berlin mit einer Studie über Boris Blacher promoviert. Die Habilitation erfolgte 2008 an der Universität Bayreuth. 2010/11 vertrat er dort den Lehrstuhl für Theaterwissenschaft unter besonderer Berücksichtigung des Musiktheaters. 2013 erhielt er einen Ruf der Hochschule für Musik Karlsruhe und übernahm die W 3-Professur für Ästhetik, Geschichte und Künstlerische Praxis des Musiktheaters.
In seinem Buch Der gebrauchte Text untersucht Stephan Mösch das Musiktheater-Schaffen des Berliner Komponisten und Hochschullehrers Boris Blacher, der mit seiner Abstrakten Oper Nr. 1 den größten Opernskandal im Nachkriegsdeutschland auslöste. In seinem Buch Weihe, Werkstatt, Wirklichkeit, das 2012 in zweiter Auflage erschien, analysiert Mösch den Weg von Wagners Parsifal bei den Bayreuther Festspielen und führt dabei Methoden der Musik- und Theaterwissenschaft zusammen.
Die Qualifikation im wissenschaftlichen wie im künstlerischen Bereich führte zu zahlreichen Einladungen in der Lehre. So unterrichtete Stephan Mösch an den Universitäten in Berlin (UdK), Graz (KUG), Marburg, Wien und Zürich. Er lehrte bei den Dresdner Meisterkursen Musik (DMM) und den Weimarer Meisterkursen. Vorträge und Moderationen führten ihn darüber hinaus zu renommierten Forschungs- und Kulturinstitutionen wie der Schweizerischen Musikforschenden Gesellschaft, der Akademie der Künste Berlin, dem Max-Planck-Institut für Bildungsforschung (Berlin), der Stiftung Brandenburger Tor (Berlin), der Bertelsmann Stiftung (Gütersloh), dem Alfried Krupp Wissenschaftskolleg (Greifswald), der Zeit-Stiftung (Hamburg), der Akademie der Wissenschaften und der Literatur (Mainz), dem Deutschen Literaturarchiv (Marbach), dem Mozarteum (Salzburg), der Royal Swedish Academy of Letters, History and Antiquities (Stockholm), der Fondazione La Fenice (Venedig), der Europäischen Musiktheater-Akademie (Wien) u. a.
Von 1994 bis 2013 war Stephan Mösch verantwortlicher Redakteur der Fachzeitschrift Opernwelt (Berlin). Für Opernwelt berichtete er von wichtigen Uraufführungen, Neuproduktionen und Festivals auf fünf Kontinenten. Außerdem führte er Themenschwerpunkte ein und interviewte Zeitzeugen und Künstler wie Daniel Barenboim, Cecilia Bartoli, Teresa Berganza, Montserrat Caballé, Patrice Chéreau, August Everding, Dietrich Fischer-Dieskau, Mirella Freni, James Levine, Christa Ludwig, Martha Mödl, Zubin Mehta, Yehudi Menuhin, Simon Rattle, Giuseppe Sinopoli, Christian Thielemann und viele andere. 2009 initiierte Opernwelt im Radialsystem das Symposion Oper in Berlin, das vielfältige Reaktionen in den Medien auslöste.
Für die Vermittlung von klassischer Musik setzt sich Stephan Mösch seit 1993 ein. Regelmäßig arbeitet er für Rundfunkanstalten der ARD. 1995 erschien als Zusammenarbeit von Harenberg Verlag und Opernwelt die erste Auflage des Harenberg Opernführers, dem ersten Opernführer zum Lesen und Hören (3. Auflage 2002). Seit 1996 schreibt er für das Feuilleton der Frankfurter Allgemeinen Zeitung. Immer wieder wird Stephan Mösch von Fernsehanstalten als Experte zu Interviews und Moderationen eingeladen. So war er zusammen mit Annette Dasch und Hans Neuenfels Gast in Volker Panzers Nachtstudio (ZDF). Bei den Übertragungen vom Königin Elisabeth-Wettbewerb und von Jules Massenets Don Quichotte im Theatre de la Monnaie (beides live aus Brüssel) war er als Interviewgast dabei (Arte). Auch bei den ersten Live-Übertragungen von den Bayreuther Festspielen (Lohengrin 2011, Parsifal 2012, Tristan und Isolde 2015) stand er vor den Kameras von Arte bzw. 3sat/BR. Seine Kommentare zum Ring des Nibelungen sind auf DVD erschienen: The World of the Ring. A Documentary in 4 Parts by Eric Schulz (Deutsche Grammophon). 1998–2010 produzierte er für Opernwelt eine CD-Reihe mit unveröffentlichten Aufnahmen von großen Sängerinnen und Sängern des 20. Jahrhunderts wie Jean Cox, Josef Greindl, Catarina Ligendza, Martha Mödl, Anja Silja und Júlia Várady.
Als von den Bayreuther Festspielen die Reihe Zäsuren ins Leben gerufen wurde, gehörte Stephan Mösch zusammen mit Herfried Münkler und Gustav Seibt zu den ersten Rednern. Auch bei den Salzburger Festspielen, an der Deutschen Oper Berlin, der Semperoper Dresden, der Wiener Staatsoper und zahlreichen anderen Opernhäusern war er als Gastredner eingeladen. Die Ernst von Siemens Musikstiftung beauftragte ihn mit der Laudatio auf ihren Preisträger 2011 (Aribert Reimann). 2015 hielt er auf Einladung von Bundespräsident Joachim Gauck in Schloss Bellevue (Berlin) eine Rede zum Thema „Was heißt musikalische Moderne?“ 2012 bis 2018 war er Mitglied im Kuratorium der Richard-Wagner-Stiftung Bayreuth zur Neugestaltung des dortigen Richard-Wagner-Museums. 2011 bis 2021 gehörte er zum Kuratorium der Internationale Hugo-Wolf-Akademie für Gesang, Dichtung und Liedkunst (IHWA). 
Bei zahlreichen nationalen und internationalen Wettbewerben für Gesang, Regie und Bühnengestaltung war Stephan Mösch als Juror vertreten, so zum Beispiel beim Bundeswettbewerb Gesang (Berlin), beim Concours Ernst Haefliger (Bern/Gstaad), beim Competizione dell’ Opera (Dresden), beim Ring Award (Graz) und beim Internationalen Wettbewerb für Liedkunst (Stuttgart). 2017 und 2019 war er Jury-Mitglied beim Dirigentenpreis des Deutschen Musikrats (Köln). Er ist außerdem Juror beim Preis der Deutschen Schallplattenkritik.

## Bücher
- Wieviel Mozart braucht der Mensch? Musik im Wertewandel (Herausgeber). Bärenreiter, Kassel 2022, ISBN 978-3-7618-7275-8
- „Weil jede Note zählt“. Mozart interpretieren. Gespräche und Essays (Herausgeber). Bärenreiter, Kassel und Metzler, Berlin 2020, ISBN 978-3-7618-2090-2
- „Es gibt nichts ‚Ewiges‘“. Wieland Wagner: Ästhetik, Zeitgeschichte, Wirkung (Mitherausgeber). Königshausen & Neumann, Würzburg 2019, ISBN 978-3-8260-6236-0
- Komponieren für Stimme. Von Monteverdi bis Rihm. Ein Handbuch (Herausgeber). Bärenreiter, Kassel 2017, 2. Auflage 2018, ISBN 978-3-7618-2379-8
- Singstimmen. Ästhetik, Geschlecht, Vokalprofil (Mitherausgeber). Königshausen & Neumann, Würzburg 2017, ISBN 978-3-8260-5577-5
- Weihe, Werkstatt, Wirklichkeit. Wagners „Parsifal“ in Bayreuth 1882–1933. Bärenreiter, Kassel 2009, 2. Auflage 2012, ISBN 978-3-7618-2326-2
- Der gebrauchte Text. Studien zu Boris Blacher. Metzler, Stuttgart 2002, ISBN 3-476-45305-7
- Harenberg Opernführer. Dortmund 1995, 3. Auflage 2002, ISBN 3-611-00896-6
- Opernwelt. Das internationale Opernmagazin, Jahrgänge 1994–2013 (Herausgeber); mit Jahrbuch Oper 1995 ff. (Herausgeber), ISSN 0030-3690

## Auszeichnungen
- 1989 1. Preis bei Domgraf-Fassbaender-Wettbewerb (München)
- 1990 Preisträger beim Deutschen Musikwettbewerb (Bonn)
- 2002 Nominierung „Buch des Jahres“ (Fono Forum) für Der gebrauchte Text
- 2004 Gottlob-Frick-Medaille in Gold für die Redaktion der Zeitschrift Opernwelt
- 2009 Loge-Preis des Wagner Forum Graz
- 2009 „Buch des Jahres“ (Jahrbuch Oper 2009) für Weihe, Werkstatt, Wirklichkeit
- 2017 „Buch des Jahres“ (Jahrbuch Oper 2017): 2. Platz der Gesamtwertung für Komponieren für Stimme